# Gebran Tueni
Dżubran Ghassan Tueni, arab. ‏جبران تويني‎, ang. ang. Gebran Tueni (ur. 17 września 1957 w Bejrucie, zm. 12 grudnia 2005 tamże) – polityk libański, dziennikarz.

## Życiorys
Pochodził z rodziny chrześcijańskiej, był synem Ghassana (wieloletniego redaktora naczelnego gazety „An-Nahar”) i wnukiem Gebrana (założyciela tego pisma w 1933); był również siostrzeńcem antysyryjskiego ministra telekomunikacji Marwana Hamadeha (druza). Studiował stosunki międzynarodowe, dziennikarstwo i zarządzanie we Francji (École des Hautes Etudes Internationales i École Supérieure de Journalisme w Paryżu, INSEAD w Fontainebleau). Był żonaty z Mirną Murr, z którą rozwiódł się, a następnie z Siham Asseily; miał cztery córki. Jedna z nich, Najla Tueni-Maktabi jest deputowaną do parlamentu libańskiego.
Kontynuował pracę ojca w gazecie „An-Nahar” jako redaktor naczelny (od 2000) i publicysta. Rozgłos przyniosła mu publikacja z marca 2000, w której zażądał wycofania wojsk syryjskich z Libanu. W 2005 został wybrany do parlamentu z listy Sada al-Hariri, syna zamordowanego kilka miesięcy wcześniej byłego premiera. Należał do koalicji Zgromadzenie Kurnet Szehwan, był postrzegany jako czołowy przeciwnik Syrii w polityce libańskiej.
W grudniu 2005 zginął w zamachu bombowym. Stał się kolejnym politykiem libańskim, zmarłym w wyniku zamachu w 2005; wcześniej zginęli m.in. Rafik al-Hariri, George Hawi, dziennikarz Samir Kassir.
Od 2006 roku World Assosiation of Newspapers przyznaje corocznie Nagrodę im. Dżubrana Tueni dla arabskich wydawców i dziennikarzy zasłużonych dla wolności prasy i kierujących się wysokimi standardami zawodowymi.
Zobacz też: Zabójstwa polityczne w Libanie.